# Bridgeton (Missouri)
Bridgeton ist eine US-amerikanische Stadt (City) im St. Louis County in Missouri. Das U.S. Census Bureau hat bei der Volkszählung 2020 eine Einwohnerzahl von 11.445 ermittelt. 
Der Ort im Nordwesten des Airport Township um den Flughafen St. Louis ist Sitz der Trans States Airlines.
Zu den Sehenswürdigkeiten der Stadt in der Metropolregion Greater St. Louis gehört das im National Register of Historic Places gelistete Payne-Gentry House.

## Persönlichkeiten
- Janet Jones (* 1961), Schauspielerin
- Eric Schmitt (* 1975), Politiker